# کوکومو (ایندیانا)
کوکومو، ایندیانا (به انگلیسی: Kokomo, Indiana) یک شهر در ایالات متحده آمریکا با جمعیت ۴۵٬۴۶۸ نفر است که در ایندیانا واقع شده‌است.

## موقعیت جغرافیایی
موقعیت جغرافیایی شهرها و مناطق اطراف به شرح زیر است: